# 山村賢明
山村 賢明（やまむら よしあき、1933年5月8日 - 2002年9月15日）は、日本の教育社会学者、立教大学名誉教授。

## 略歴
東京生まれ。1956年東京教育大学卒。1966年「現代日本における母のコンセプションの教育」で東京教育大学教育学博士。東京教育大学助手、埼玉大学助教授、筑波大学教授、立教大学教授、1995年定年、文教大学教授。
土居健郎などに基づく日本文化論を唱え、茶道を研究、実践した。
2002年9月15日、肝臓癌のため死去。

## 著書
- 『日本人と母』東洋館出版社　1971　東洋館選書
- 『親でなければできないしつけ 日本人の形成と家庭』広池学園事業部　1977
- 『家庭教育』旺文社　1983　ラジオ大学講座
- 『かわいくない子どもたち 発達疎外の時代』広池学園出版部　1983
- 『日本の親・日本の家庭』金子書房　1983
- 『家庭教育』放送大学　1985
- 『家庭と学校 日本的関係と機能』放送大学　1993
- 『茶の構造』笹織書房　1996
- 『社会化の理論 山村賢明教育社会学論集』門脇厚司,北澤毅編　世織書房　2008

## 共編著
- 『児童の理解 第1巻　現代社会と子ども』佐藤忠男共編著　東洋館出版社　1970
- 『人間の発達と学習 子どもの発達にとって教育とは何か』滝沢武久共編著　現代教育講座　第一法規出版　1975
- 『現代学校論 生徒と教師の社会学』門脇厚司共編　亜紀書房　1982
- 『おとなにならない子どもたち 今日の教育問題を考える』高橋勇悦編 樋口恵子共著　文化評論社　1983
- 『家庭教育の回復と学校の役割』編　日本標準　1986　現代教育問題シリーズ
- 『子どものための学校5日制 教師が読む』岡崎友典共編著　ぎょうせい　1992

## 翻訳
- アアロン・V.シコレル,ジョン・I.キツセ『だれが進学を決定するか 選別機関としての学校』瀬戸知也共訳　金子書房　1985

## 参考
- 『日本の親・日本の家庭』著者紹介
- 履歴・著書及び学術論文 (山村賢明教授退職記念号) 立教大学教育学科研究年報 1995

## 注
1. 1 2  『現代物故者事典2000～2002』（日外アソシエーツ、2003年）p.651
2. ↑  『日本人と母』
3. ↑  『茶の構造』